# Sam Mitchell

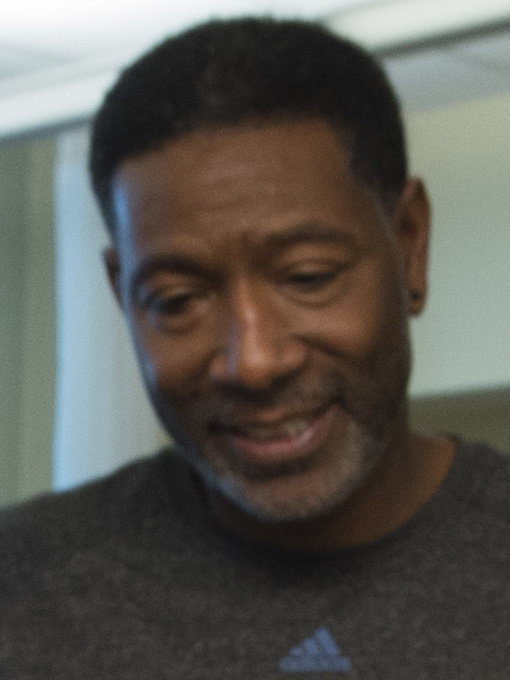
Sam Mitchell, 2014.

Samuel "Sam" E. Mitchell, Jr., född 2 september 1963 i Columbus i Georgia, är en amerikansk baskettränare och före detta basketspelare. Mellan 2004 och 2008 var han huvudtränare för NBA-laget Toronto Raptors. 2007 tilldelades han NBA Coach of the Year Award.
Sam Mitchell gjorde som spelare som mest 37 poäng i en match mot Philadelphia 76ers, den 3 februari 1991.
Han är gift och har fyra barn.

## Lag

### Som spelare
- Wisconsin Flyers (CBA, 1985–1986)
- Tampa Bay Flash (USBL, 1986)
- Rapid City Thrillers (CBA, 1986–1987)
- Montpellier Paillade Basket (Frankrike, 1987–1989)
- Minnesota Timberwolves (1989–1992)
- Indiana Pacers (1992–1995)
- Minnesota Timberwolves (1995–2002)

### Som tränare
- Milwaukee Bucks (assisterande, 2002–2004)
- Toronto Raptors (2004–2008)
- New Jersey Nets (assisterande, 2010–2011)
- Minnesota Timberwolves (assisterande, 2014–2015)
- Minnesota Timberwolves (interim, 2015–2016)
- Memphis Tigers (assisterande, 2018–2019)